# Herman H.J. Lynge
Herman Henrik Julius Lynge (13. november 1822–12. maj 1897) var en dansk antikvarboghandler. Han ejede den første videnskabelige antikvarboghandel i Skandinavien, den nuværende “Herman H. J. Lynge & Søn A/S”.

## Liv

### Karriere
Lynge blev født i København, hvor hans far var bogbinder. Som ganske ung, endda før sin konfirmation, blev han sat i lære som boghandler. Lærepladsen var nøje udvalgt af faderen, Henrik Berndt Lynge. Det var i Gothersgade 26, hvor Christian Tønder Sæbye havde en boghandel, som oprindeligt i 1821 var startet som marskandiser. Efter at være blevet udlært fortsatte Lynge med at arbejde hos Sæbye, og da denne døde i 1844 overtog den 22-årige Lynge ledelsen af butikken som stadig var i Sæbye-familiens eje. I 1853 var Lynge i stand til at købe butikken fra Sæbye-familien for 1,000 rigsdaler, og på samme tid indløste han borgerbrev som boghandler. I disse første år som boghandler hærgede koleraen i København, og det forlyder at Lynge tjente godt på grund af de mange bogsamlinger der blev sat til salg; han var den eneste rigtige antikvarboghandler i Danmark, og han trodsede ofte selv smittefaren ved personligt at inspicere bogsamlingerne i de kolerasyges hjem.
Da boghandleren N.C. Ditlewsen døde i 1853 opkøbte Lynge hans varelager og overtog lokalerne på Købmagergade 45. Fra erhvervssektionen i den københavnske vejviser fra 1856 kan man læse at boghandelen "Herman H.J. Lynge (Sæbyeske Boghandling" (et par år efter blot kaldet "Herman H.J. Lynge") havde et lager af antikvariske bøger på over 80,000 titler der omfattede "mange gamle tryk, rariteter, smukke optryk etc".
På grund af sin omfattende viden og boghandelens betragtelige omfang, kunne Lynge vedligeholde forbindelser til så godt som alle tidens biblioteker og samlere, og han forsynede utallige danske såvelsom udenlandske biblioteker med bøger. Lige fra begyndelsen deltog han ved bogauktioner, og det er nu generelt accepteret at det var Lynge og hans medarbejdere, der udførte kataloget til den bogsamling som var i boet efter Søren Kierkegaards død i november 1855. Der er blevet fremsat tvivl over dette, da kataloget ikke er specielt vellykket, især når man tager højde for Lynges grundighed og viden. Men kataloget kunne anskaffes ved at henvende sig hos "Herman H.J. Lynge", og det er svært at se hvem der ellers kunne have udført sådan et katalog på den korte tid der var til rådighed mellem Kierkegaards død og auktionen. 
I 1871 tildrog Lynge megen opmærksomhed, da han solgte en stor Holberg samling på 425 numre til bogsamleren F.S. Bang, som igen donerede samlingen til Sorø Akademi, hvor den stadig befinder sig. Endog mere opsigtsvækkende var det, da det efter Lynges død blev afsløret at han havde formået at skabe sig endnu en samling af Holbergiana, denne gang på over 880 numre. 
Forretningen gik godt for Lynge, og i 1868 måtte han flytte til større lokaler, denne gang til Valkendorfsgade 8.

### Personen
Herman H.J. Lynges virke var ud over det sædvanlige, og hans fortjenester blev også anerkendt. Han var medlem af indtil flere litterære og videnskabelige akademier, og han blev tildelt både den danske og den svenske guldforjenstmedalje og blev udnævnt til ridder af den svenske Vasaorden. Da han fyldte 70 blev han udnævnt til dansk kancelliråd.
Mange ærværdige historier bliver fortalt om den vidende og generøse Lynge. Man ved f.eks. at da den berømte digter Christian Winther på et tidspunkt var i pengenød, købte Lynge en del af dennes bogsamling, betalte i kontanter og pakkede bøgerne ind og gemte dem væk indtil Winther igen var i stand til at købe dem tilbage for samme pris. Han donerede også bøger til biblioteker, mest kendt var da han i 1864 gav den udgave af Det nye Testamente som Søren Kierkegaard havde ejet og skrevet sine personlige kommentarer i til Det Kongelige Bibliotek. På grund af sin store beholdning af vigtige og sjældne videnskabelige bøger var han en vigtig person for det videnskabelige samfund i Danmark, og han udlånte ofte værdifulde bøger til forskere der havde brug for dem til deres forskning men ikke havde råd til at anskaffe sig dem. Han udlånte også gerne billeder og stik fra sin enorme samling til udstillinger og til brug som illustrationer. Lynge var selv en ivrig samler, og hans møntsamling var kendt vidt omkring. Han samlede også medaljer, malerier, tryk og portrætter.

### Død
Den "gamle Lynge" døde i 1897, og i Dansk Biografisk Lexikon bliver han karakteriseret som "den første videnskabelige antikvarboghandler i Danmark. Som forbillede var hans indflydelse på udviklingen af antikvarboghandelen i Danmark enorm." og "han hævede Faget højt over det dengang almindelige Niveau og skaffede det en Position som det tidligere havde savnet." 

## Fortsættelsen af boghandelen
Den gamle Lynges søn Herman Johannes Vilhelm Lynge, havde arbejdet i sin faders butik siden sin konfirmation. I 1892 blev han kompagnon og firmaet ændrede sit navn til “Herman H.J. Lynge & Søn A/S”. Da hans fader døde, overtog den yngre Lynge forretningen, til trods for at hans egen hovedinteresse lå indenfor videnskaberne (zoologien). Den unge Lynge holdt faderens traditioner i hævd og en reklame fra tiden viser, at han havde været i stand til at forhøje varelageret til 300,000 bind. Han flyttede butikken til større lokaler i Løvstræde. Den yngre Lynge blev også selv kendt som en vidende og generøs mand, og han udvidede butikkens videnskabelige profil. På grund af de mange forskere der frekventerede hans butik blev hans egen interesse for zoologien forøget, og det lykkedes ham endda at blive en international autoritet indenfor bløddyr og tropiske muslinger med speciale i venstresnoede snegle. På grund af sin ekspertise blev han udnævnt til at kategorisere samlingen af sådanne snegle, som var blevet bragt hjem fra den danske ekspedition til Siam i 1899-1900, og i 1909 fremkom hans hovedværk Marine Lamellibranchiata indeholdende fem farveplancher og et kort og skrevet på engelsk. Den yngre Lynge blev honoreret for sine fortjenester og blev Ridder af Dannebrog. Hans forretningsmotto var "at løse enhver opgave med den bedste overbevisning".
Herman J.V. Lynges søn, Flemming Lynge, arbejde også i forretningen i en periode, men hans hovedinteresse lå inden for teaterverdenen, og han videreførte ikke familietraditionen, men blev i stedet forfatter. I 1932 solgte Lynge forretningen til Axel Sandal, som allerede ejede boghandelen "C.A. Reitzel". Lynge fortsatte med at være tilknyttet butikken indtil sine gamle dage og trak sig tilbage. Han døde 82 år gammel i 1945. Den nye leder blev Arne Stuhr, som fortsatte med at lede butikken indtil 1974, da det gamle antikvariat blev købt af Käthe og Max Girsel, der i 1978 flyttede den til Silkegade 11, hvor den ligger i dag.